# نمهيل
نمهيل هي قرية في مقاطعة خلخال، إيران. يقدر عدد سكانها بـ 810 نسمة بحسب إحصاء 2016.